# Дун (Айова)
Дун (англ. Doon) — місто (англ. city) в США, в окрузі Лайон штату Айова. Населення — 619 осіб (2020).

## Географія
Дун розташований за координатами 43°16′44″ пн. ш. 96°13′54″ зх. д. / 43.27889° пн. ш. 96.23167° зх. д. (43.278785, -96.231749).  За даними Бюро перепису населення США в 2010 році місто мало площу 1,49 км², уся площа — суходіл.

## Демографія
Згідно з переписом 2010 року, у місті мешкало 577 осіб у 214 домогосподарствах у складі 150 родин. Густота населення становила 389 осіб/км².  Було 224 помешкання (151/км²).
Расовий склад населення:
| - 98,6 % — білих - 1,2 % — осіб інших рас |

До двох чи більше рас належало 0,2 %. Частка іспаномовних становила 2,4 % від усіх жителів.
За віковим діапазоном населення розподілялося таким чином: 30,8 % — особи молодші 18 років, 53,8 % — особи у віці 18—64 років, 15,4 % — особи у віці 65 років та старші. Медіана віку мешканця становила 32,5 року. На 100 осіб жіночої статі у місті припадало 120,2 чоловіків;  на 100 жінок у віці від 18 років та старших — 110,0 чоловіків також старших 18 років.
Середній дохід на одне домашнє господарство  становив 56 406 доларів США (медіана — 52 708), а середній дохід на одну сім'ю — 74 560 доларів (медіана — 71 250). Медіана доходів становила 42 308 доларів для чоловіків та 27 344 долари для жінок. За межею бідності перебувало 5,6 % осіб, у тому числі 1,5 % дітей у віці до 18 років та 5,8 % осіб у віці 65 років та старших.
Цивільне працевлаштоване населення становило 264 особи. Основні галузі зайнятості: освіта, охорона здоров'я та соціальна допомога — 23,1 %, виробництво — 22,7 %, оптова торгівля — 6,1 %, роздрібна торгівля — 5,7 %.